# Ермак (ледокол, 1898)
Ерма́к — ледокол русского и советского флотов. Первый в мире ледокол арктического класса. Назван в честь русского исследователя Сибири — Ермака Тимофеевича.

## Строительство
В 1897 году С. О. Макаров выступил с идеей строительства крупного ледокола для обеспечения круглогодичной навигации в замерзающем на несколько месяцев порту Петербурга и для летней работы в Северном Ледовитом океане. В своей лекции для высокопоставленных лиц, на которой присутствовали и представители царской фамилии, Макаров представил предварительные расчёты. На основе имевшихся данных и подсчётов утверждалось, что максимальная толщина льда на Северном полюсе составляет 3,0-3,7 м, и для безостановочного движения во льду толщиной 3,7 м ледокол должен иметь мощность не менее 38 МВт (52 тыс. л. с.). Для достижения полюса летом достаточно, как утверждалось, ледокола мощностью 14,7 МВт (20 тыс. л. с.), ледопроходимость которого будет 1,1 м при постоянной скорости 4 уз и 1,6 м при скорости 2 уз. При этом Макаров выступал за постройку вместо одного, двух ледоколов вдвое меньшей мощности — по 7,35 МВт (10 тыс. л. с.) для каждого. При необходимости они могли бы работать в тандеме, когда один ледокол толкает другого и их общая мощность складывается. Позже Макаров несколько изменил своё мнение и предлагал построить один ледокол мощностью 7,35 МВт для проводок летом в Енисей и зимой в Петербург, а второй ледокол мощностью 3,68 МВт (5 тыс. л. с.) для проводок до Оби летом и до Риги зимой. Министр финансов Витте предложил пока ограничиться постройкой только одного пробного ледокола мощностью 7,35 МВт.
В ноябре 1897 года правительство одобрило выделение средств на постройку ледокола, и комиссия во главе с вице-адмиралом С. О. Макаровым приступает к разработке технических условий. В составе комиссии были Д. И. Менделеев, инженеры Н. И. Янковский, Р. И. Рунеберг, Ф. Я. Поречкин, адмирал Ф. Ф. Врангель и другие. В том же году был объявлен конкурс на постройку судна, по результатом которого в начале 1898 года был заключён договор с заводом Армстронг в Великобритании. Завод обещал построить ледокол в течение 10 месяцев за 1,5 млн рублей.
Ледокол был заложен в Ньюкасле. Это было первое в мире судно подобного класса, способное форсировать тяжелые арктические льды. «Ермак» был спущен на воду на месяц позже контрактного срока и после заводских испытаний был принят в эксплуатацию.

## Служба
19 февраля 1899 на корабле был поднят коммерческий флаг («Ермак» был причислен к министерству финансов и в состав военно-морского флота не входил). 21 февраля ледокол вышел на родину, в Финском заливе его ждал сплошной лёд (в ту зиму лёд в заливе был необычайно тяжёлым толщиной до метра). 1 марта достигли кромки льда. Некоторое время ледокол продвигался очень легко со скоростью 7 узлов, но в районе острова Гогланд корабль остановился: ледяное поле оказалось слишком тяжёлым, его пришлось обходить. 4 марта корабль прибыл в Кронштадт. Корабль встречали с особым торжеством: стечение людей, военный оркестр, высокий приём.
Но уже 9 марта ледокол ушёл на своё первое задание — пришло известие о затёртых во льдах в районе Ревеля 11 пароходах. Корабли были успешно вызволены и отконвоированы в порт. 4 апреля в два часа дня «Ермак», легко взломав невский лёд, встал около Николаевского моста в столице империи.
29 мая 1899 года «Ермак» вновь вышел из Ньюкасла на север — в своё первое путешествие в Северный Ледовитый океан. Был достигнут Шпицберген, проверку прошли механизмы машины в тяжёлых условиях Заполярья. Выявленные недостатки были устранены в Англии в течение месяца (убран передний винт, укреплён корпус). 14 июня того же года «Ермак» снова вышел в полярное плаванье. Экипажем корабля во главе с С. О. Макаровым была проведена большая научная работа по изучению северных льдов, океанографии, фауне океана. Однажды, наткнувшись на торосы, корабль получил пробоину, которая была заделана, но корабль уже не мог продолжать интенсивных исследований и вернулся в Англию для ремонта.
Была создана комиссия по разбору причин инцидента, результатом работы которой стало решение о применении ледокола только в акватории Финского залива. Здесь в зиму 1899—1900 годов «Ермак» успел спасти крейсер «Громобой», который сел на мель и был затёрт льдами между Петербургом и Кронштадтом. Принимал самое активное участие в спасении броненосца «Генерал-адмирал Апраксин», который сел на мель в районе острова Гогланд.
К лету 1900 года Макаров добился разрешения на проведение третьей арктической экспедиции, маршрут которой был до устья Енисея. После очередной модернизации ледокола 16 мая 1901 года «Ермак» вышел из Кронштадта навстречу полярным льдам. Но в районе Новой Земли корабль был затёрт во льдах и дрейфовал с 14 июля до 6 августа. Время было потеряно, и Макаров принял решение изменить планы и обследовать Землю Франца-Иосифа. По итогам экспедиции 13 октября 1901 года министерство финансов распорядилось: «1) ограничить деятельность ледокола „Ермак“ проводкой судов Балтийского моря и 2) передать ледокол в ведение Комитета по портовым делам с освобождением вице-адмирала Макарова от лежащих на нём обязанностей по отношению к опытным плаваниям во льдах…»
Во время русско-японской войны «Ермак», преодолев лед в Либавском порту, провёл эскадру контр-адмирала Небогатова на чистую воду, открыв ей путь на Дальний Восток, и при этом получив серьезное повреждение. За первые 12 лет эксплуатации ледокол провёл во льдах свыше тысячи суток.
После окончания русско-японской войны Морской генеральный штаб (МГШ), образованный в апреле 1906 года в ходе реформы морского ведомства, начал разрабатывать планы действий флота на случай возникновения новых вооружённых конфликтов. Из-за неурегулированности отношений с Японией сразу после окончания войны, специалисты МГШ считали угрозу нового нападения со стороны Японии весьма вероятной, поэтому активно занимались разработкой планов перегруппировки российских ВМС из Балтийского моря на Дальний Восток в условиях открытия боевых действий. В качестве одного из главных маршрутов был определён Северный морской путь (ранее назывался «Северо-восточный путь»), для рекогносцировки которого планировалось отослать в 1909 году ледокол «Ермак» с задачей пройти из Балтийского моря до Берингова пролива за одну навигацию. Позднее по данному маршруту была отправлена Гидрографическая экспедиция Северного Ледовитого океана на ледокольных транспортах «Таймыр» и «Вайгач» под руководством Б. А. Вилькицкого.

### Первая мировая война
14 ноября 1914 года ледокол был зачислен в состав Балтийского флота и продолжал осуществлять проводку кораблей и судов в Финском заливе. Когда в феврале 1918 года германские войска подошли к Ревелю, ледокол вывел из порта все способные двигаться корабли и привел их в Гельсингфорс. Вскоре в походе из Гельсингфорса в Кронштадт «Ермак» вместе с другими ледоколами провел 211 боевых кораблей, вспомогательных и торговых судов через Финский залив. Руководитель похода и одновременно наморси Балтийского флота — каперанг Щастный тем самым спас всё боевое ядро Балтийского флота. За участие в «ледовом походе» «Ермак» был награждён почётным революционным Красным знаменем ВЦИК.
После этого ледокол вернулся к мирной службе и в 1920—1930 годах обеспечивал перевозки грузов на Балтике, в Арктике и Белом море.

### 1938 год
Осенью 1937 года во льдах Арктики замёрз весь ледокольный флот.
В самом начале 1938 года после выполнения краткосрочного ремонта ледокол вышел из Ленинграда в Гренландское море за папанинцами под командованием капитана Михаила Яковлевича Сорокина. Встретив во льдах суда «Мурман» и «Таймыр», взял у них снятых со льдины участников станции «Северный полюс-1» и доставил их в Ленинград.
Ранней весной ещё до начала арктической навигации ледокол пробился к Земле Франца-Иосифа и освободил из ледяного плена корабли «Русанов», «Пролетарий» и «Рошаль».
В начале июля ледокол уже был у Диксона, доставив уголь зимовавшим там лесовозам, и помог им выбраться на чистую воду.
6 августа пробился к каравану ледокола «Литке» (зимовавшему у о. Большевик). Вывел их к острову Русскому. Вышел через пролив Вилькицкого в море Лаптевых и оказал помощь ледоколу «Красин» по выводу изо льдов каравана «Ленин».
За два месяца прошёл всю Арктику с запада на восток.
20 августа лег курсом к зимовавшим «Малыгину», «Садко» и «Г. Седову». Утром 28 августа подошёл к судам этого каравана. В 20.30, взяв на буксир «Г. Седова», «Ермак» устремился к югу, но уже через 2 часа отдав буксир, вместе с «Малыгиным» ушёл на ледовую разведку, где вскоре потерял левый винт с частью вала. В 6.30 29 августа встал бортом к «Г. Седову» и перегрузил ему продовольствие и уголь для следующей зимовки. В 3.30 30 августа «Ермак», «Малыгин» и «Садко» отправились на юг.
В декабре 1940 года проходит ремонт в Ленинграде.

### Великая Отечественная война
Войну встретил на Балтике. 4 октября 1941 года «Ермак» вновь был мобилизован. На него установили два 102-мм, четыре 76-мм орудия, четыре 45-мм зенитных орудия, четыре пулемёта. Он участвовал в эвакуации гарнизона полуострова Ханко и островов Финского залива, проводил корабли для обстрела позиций врага, выводил на боевые позиции подводные лодки.
В июне 1944 г. ледокол был разоружён и возвращён Главному управлению Северного морского пути.

### Послевоенные годы
26 марта 1949 года в связи с полувековым юбилеем «Ермак» был награждён орденом Ленина за боевую деятельность в годы Великой Отечественной войны и освоении Северного морского пути.
В 1955 году в июле—сентябре провел по Северному морскому пути караван кораблей во главе с крейсером «Адмирал Сенявин» (в состав каравана входили крейсер «Дмитрий Пожарский», 10 подводных лодок и около 15 гражданских судов).
В 1963 году ледокол был списан, попытки сохранить его как памятник-музей успеха не имели, и в следующем году он пошёл на слом.
Фрагменты интерьера кают-компании ледокола «Ермак» и отдельные предметы, бытовавшие на судне, были переданы для экспонирования на выставке «Морской флот СССР» в Москве, а позднее вошли в собрание Музея морского флота (г. Москва).

## Память
С 1901 года в Карском море в только открытой группе островов Цивольки один из островов носит имя Ермак.
3 ноября 1965 года на стене здания Мурманского областного краеведческого музея в Мурманске был открыт памятник-мемориал ледоколу — мозаичное панно с якорем, снятым с «Ермака», на постаменте.
В 1974 году на смену «Ермаку» в плавание вышел новый ледокол с таким же именем.
В честь ледокола названы: банка (Карское море, берег Харитона Лаптева, открыта в 1935 году), бухта (Баренцево море, острова Новая Земля, названа в 1901 году), бухта (Антарктида, нанесена на карту в 1962 году), купол (Баренцево море, архипелаг Земля Франца-Иосифа, назван в 1960 году), мыс (Антарктида, открыт и нанесен на карту в 1958 году), пролив (Баренцево море, архипелаг Земля Франца-Иосифа), бухта (море Лаптевых, острова Петра), поднятие (в Северном ледовитом океане), бухта (в Желтом море, острова Личаншань).

## Капитаны
- Михаил Петрович Васильев (1898—1901)
- Альфонс Карлович Цвингман (1901—1902)
- Николай Николаевич Коломейцов (1902—1904)
- Рудольф Карлович Фельман (1903—1917)
- Владимир Евгеньевич Гасабов (1917—1921)
- Николай Ильич Тульский (1921—1922)
- Владимир Дмитриевич Селенинов (1922—1923)
- Константин Владимирович Крекшин (1923—1924)
- Андрей Иванович Койвунен (1924—1925)
- Владимир Дмитриевич Селенинов (1925—1928)
- Павел Акимович Пономарев (1928—1929)
- Владимир Иванович Воронин (1929—1934), (1935—1938)
- Сорокин Михаил Яковлевич (1934—1935), (1938—1947), (1950—1951)
- Борис Николаевич Макаров (1947—1950)
- Герман Васильевич Драницын (1951—1953)
- Константин Константинович Бызов (1953—1955)
- Дмитрий Николаевич Чухчин (1955—1963)
- Юрий Константинович Хлебников (1963)
- Павел Петрович Вдовин (1964)
- Кирилл Емельянович Кучерин (1964)
- Вячеслав Владимирович Смирнов (1964—1965)[11]